# 智利同性婚姻
智利於2015年10月正式開放不分性別伴侶之間合法的民事結合（Civil Union）註冊，但因其憲法及各級法院的判例使得同性伴侶想與異性伴侶享有相同的結婚權利及其帶來的保障幾乎困難重重。
2018年1月9日美洲人權法院裁決《美洲人權公約》的簽約國政府應該承認並平等保障同性伴侶的結婚權及衍生自家庭關係的權利，身為簽約國的一員，智利性別友善團體多年來致力於向美洲人權法院進行申訴並要求其協助。
2017年自由派智利社會黨女士於第二度擔任總統期間首先提出同婚法案，卻因朝野政黨國會議員的歧異使得研擬的法案一直修改而毫無成果，經公開支持同婚的繼任總統塞瓦斯蒂安·皮涅拉持續努力說服其聯合政府內保守派國會議員下，終於在2021年12月7日國會參議院及眾議院同一天通過立法，法案經總統簽署並於官方公報公布滿90天後，於2022年3月10日正式生效，智利成為美洲第九個執行同性婚姻的國家。